# Uzan
Uzan település Franciaországban, Pyrénées-Atlantiques megyében. Lakosainak száma 164 fő (2022. január 1.). Uzan Arnos, Bouillon, Boumourt, Garos, Géus-d’Arzacq, Larreule és Mazerolles községekkel határos.

## Népesség
A település népessége az elmúlt években az alábbi módon változott:
| Lakosok száma | 163  | 174  | 180  | 176  | 168  | 166  | 164  | 164  | 164  |
|               | 2013 | 2015 | 2016 | 2017 | 2018 | 2019 | 2020 | 2021 | 2022 |